# Vysočina (vùng)

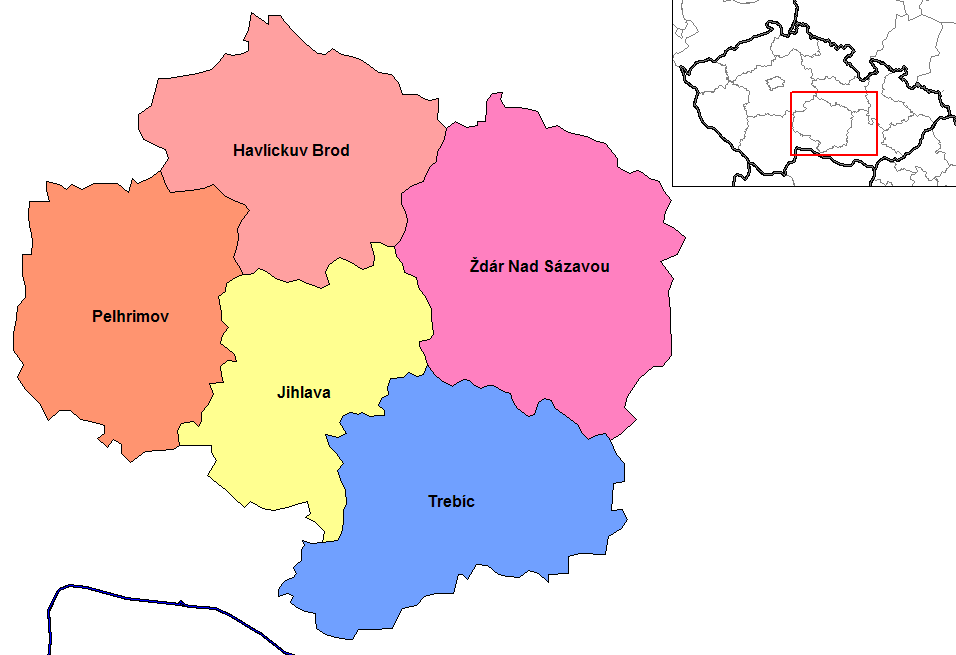
Huyện Vysočina

Khu vực Vysočina Region (IPA: [ˈvɪsotʃɪna]; tiếng Séc: Kraj Vysočina "khu vực cao nguyên"), là một đơn vị hành chính (tiếng Séc: kraj) của Cộng hòa Séc, nằm một phần ở phía đông nam khu vực lịch sử Bohemia và một phần trong phía tây nam của khu vực lịch sử Moravia. Thủ phủ của vùng là Jihlava.
Khu vực này ở giữa của hai dãy núi, Žďárské vrchy và Jihlavské vrchy, cả hai đều là một phần của cao nguyên Bohemia-Moravia. Khu vực Vysočina là nơi có ba Di sản UNESCO Di sản thế giới, mức cao nhất trong khu vực nào ở Cộng hòa Séc. Đây là một trong ba khu vực trên cả nước (ngoài Prague và Bohemian ở miền trung) không giáp biên giới với nước ngoài.

## Các thành phố và thị trấn
- Jihlava
- Bystřice nad Pernštejnem
- Chotěboř
- Havlíčkův Brod
- Humpolec
- Moravské Budějovice
- Náměšť nad Oslavou
- Nové Město na Moravě
- Pacov
- Pelhřimov
- Polná
- Světlá nad Sázavou
- Telč
- Třebíč
- Velké Meziříčí
- Žďár nad Sázavou

## Dân số
Tính đến ngày 1 tháng 1 năm 2012 dân số của khu vực Vysočina là 511.937 người với 253.985 nam giới và 257.952 phụ nữ, chiếm 49,6% và 50,4% tổng số dân số.

## Chính quyền
Vysočina có 5 quận, cụ thể là: Havlíčkův Quận Brod, Quận Jihlava, Quận Pelhřimov, Quận Třebíč và Quận zdar nad sazavou. các khu vực nhỏ hơn, có 704 đô thị, đứng thứ hai cả nước sau Trung Bohemian khu vực.

## Văn hóa

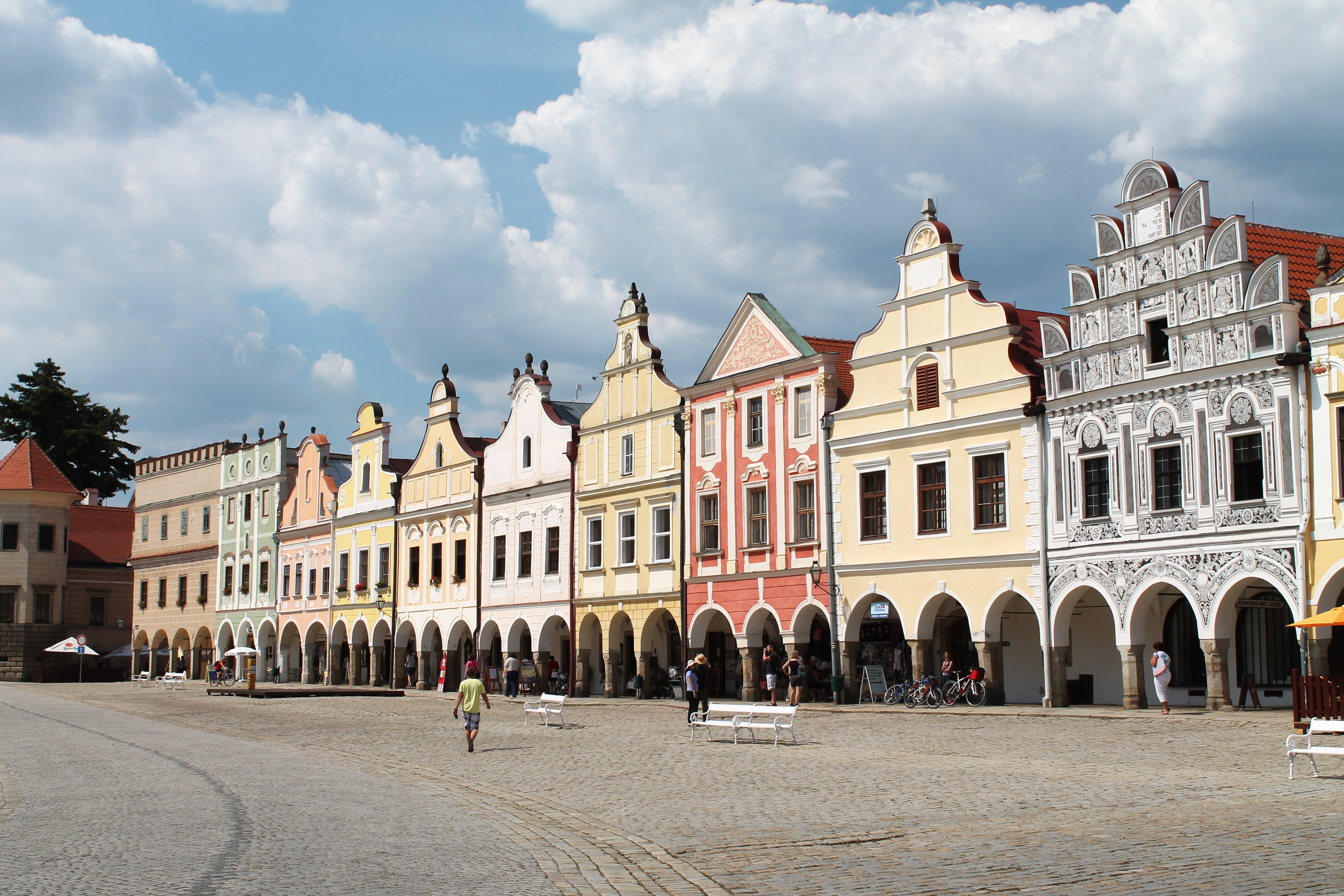
Quảng trường Telč

Với ba di sản UNESCO Di sản thế giới, Khu vực này là nơi có nhiều khách du lịch hơn bất kỳ khu vực nào khác của Cộng hòa Séc. Đây là trung tâm lịch sử của Telč, hành hương Nhà thờ Saint John Nepomuk ở zdar nad sazavou và khu phố Do Thái và Nhà thờ St Procopius 'ở Třebíč.

## Giao thông vận tải
Khu vực Vysočina được giao nhau bởi D1 đường cao tốc, đi qua Jihlava trên đường ở giữa Praha và Brno. Tổng cộng có Bản mẫu:Chuyển đổi trên đường cao tốc hiện diện trong khu vực. Chiều dài của các tuyến đường sắt hoạt động trong khu vực là Bản mẫu:Chuyển đổi. Vào năm 2014 một kế hoạch đã được công bố là xe lửa tốc độ cao, có khả năng đạt tốc độ Bản mẫu:Chuyển đổi sẽ chạy qua khu vực này, có tổng cộng bốn điểm dừng trong lãnh thổ. Construction is projected to begin in 2025.

## Giáo dục
Ở khu vực Vysočina có hai tổ chức cung cấp giáo dục, cụ thể là Đại học Bách khoa Jihlava và trường Cao đẳng Westmoravian Třebíč. Trường Cao đẳng Bách khoa Jihlava là trường cao đẳng công lập duy nhất trong khu vực, trong khi Trường Cao đẳng Westmoravian Třebíč là một tổ chức tư nhân, được thành lập vào năm 2003.